# مرحلة المجموعات في الدوري الأوروبي 2011–12

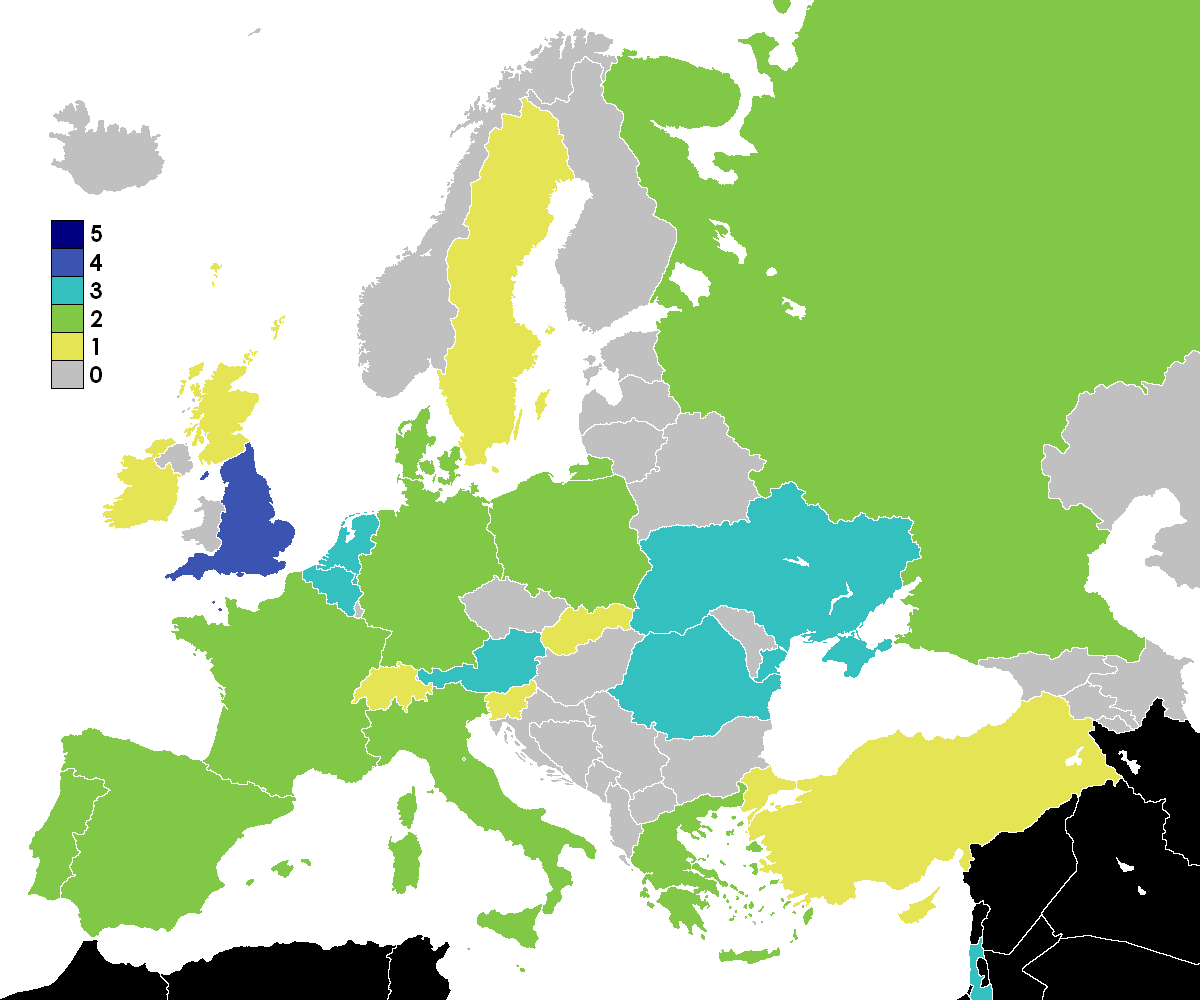

هذه الصحفة تقدم تفاصيل دور المجموعات من دوري أوروبا 2011–12.
سوف يشمل دور المجموعات 48 فريق: 38 فائز من الدور الفاصل، و10 فرق خاسرة من الدور الفاصل لدوري الأبطال.
سيتم تقسيم هذه الفرق إلى اثني عشر مجموعة من أربعة، حيث سيلعبون ضد بعضهم البعض بذهاب-و-إياب. مواعيد المباريات ستكون 15 سبتمبر، 29 سبتمبر، 20 أكتوبر، 3 نوفمبر، 30 نوفمبر–1 ديسمبر، و 14–15 ديسمبر.
وسيتأهل الفريقين الأفضل في كل مجموعة إلى دور الـ32، حيث سينضم الفرق الثمانية صاحبة المركز الثالث من دور المجموعات لدوري الأبطال.

## التصنيف
قرعة دور المجموعات أقيمت في موناكو يوم 26 أغسطس 2011 عند الساعة 13:00 حسب توقيت وسط أوروبا (UTC+02:00).
الفرق سوف تصنف إلى أربعة وعاءات تعتمد على تقييم اليويفا للأندية. فرق من نفس الاتحاد الوطني لن يمكن وضعهم أمام بعضهم البعض في المجموعة نفسها. يحتوي التصنيف 1 على الفرق 18–49، التصنيف 2 فرق مصنفة 51–85، التصنيف 3 فرق مصنفة 89–154، في حين يحتوي التصنيف 4 على فرق مصنفة 155–302 وفرق غير مصنفة.

## معايير كسر التعادل
إذا كان فريقين أثنين أو أكثر متساويون في النقاط عند الانتهاء من مباريات المجموعة، سوف يتم تطبيق المعايير التالية لتحديد الترتيب:
1. أعلى عدد من النقاط التي تم الحصول عليها في مباريات المجموعة التي لعبت بين الفرق المعنية؛
2. متفوق بفارق الأهداف عن الفريق من مباريات المجموعة التي لعبت بين الفرق المعنية؛
3. أكبر عدد من الأهداف المسجلة في مباريات المجموعة التي لعبت بين الفرق المعنية؛
4. أكبر عدد من الأهداف سجلت خارج قواده من على أرضه في مباريات المجموعة التي لعبت بين الفريقين المعنيين؛
5. إذا، بعد تطبيق المعايير 1) إلى 4) للعديد من الفرق، فريقان لا يزال لديها ترتيب متساوي، سيتم إعادة تطبيق المعايير 1) إلى 4) لتحديد ترتيب هذه الفرق؛
6. متفوقة بفارق الأهداف عن جميع المباريات التي خاضها الفريق؛
7. أكبر عدد من الأهداف المسجلة في جميع المباريات التي خاضها الفريق؛
8. أعلى عدد من النقاط التي تراكمت لدى معامل النادي المعني، فضلا عن اتحاده، على مدى المواسم الخمسة السابقة.

## المجموعات
| مفاتيح الألوان في جدول المجموعات               |
| ---------------------------------------------- |
| فائزون المجموعات والثواني يصعدون إلى دور الـ16 |

الأوقات حت نهاية أكتوبر حسب توقيت أوروبا الصيفي (ت ع م+02:00)، بعد ذلك الأوقات حسب توقيت أوروبا (ت ع م+01:00)

### المجموعة الأولى
| الفريق            | ل | ف | ت | خ | له | عليه | ف.أ. | نقاط |
| ----------------- | - | - | - | - | -- | ---- | ---- | ---- |
| نادي باوك         | 6 | 3 | 3 | 0 | 10 | 6    | +4   | 12   |
| روبين كازان       | 6 | 3 | 2 | 1 | 11 | 5    | +6   | 11   |
| توتنهام هوتسبير   | 6 | 3 | 1 | 2 | 9  | 4    | +5   | 10   |
| نادي شامروك روفرز | 6 | 0 | 0 | 6 | 4  | 19   | −15  | 0    |

| نادي باوك | 0–0   | توتنهام هوتسبير |
| --------- | ----- | --------------- |
|           | تقرير |                 |

| نادي شامروك روفرز | 0–3   | روبين كازان                                                    |
| ----------------- | ----- | -------------------------------------------------------------- |
|                   | تقرير | أوبافيمي مارتينز 3' · كريستيان نوبوا 50' · غوكدنيز قرادنيز 60' |

| روبين كازان                             | 2–2   | نادي باوك                                       |
| --------------------------------------- | ----- | ----------------------------------------------- |
| بيبراس ناتخو 52' · فلاديمير دياديون 66' | تقرير | ستيفانوس أتاناسياديس 23' · غيورغيوس فوتاكيس 81' |

| توتنهام هوتسبير                                                   | 3–1   | نادي شامروك روفرز |
| ----------------------------------------------------------------- | ----- | ----------------- |
| رومان بافليوتشينكو 60' · جيرمين ديفو 62' · جيوفاني دوس سانتوس 66' | تقرير | ستيفان ريس 50'    |

| توتنهام هوتسبير        | 1–0   | روبين كازان |
| ---------------------- | ----- | ----------- |
| رومان بافليوتشينكو 33' | تقرير |             |

| نادي باوك                | 2–1   | نادي شامروك روفرز |
| ------------------------ | ----- | ----------------- |
| لازار 12' · فييرينيا 63' | تقرير | كارل شابارد 48'   |

| روبين كازان      | 1–0   | توتنهام هوتسبير |
| ---------------- | ----- | --------------- |
| بيبراس ناتخو 55' | تقرير |                 |

| نادي شامروك روفرز | 1–3   | نادي باوك                                           |
| ----------------- | ----- | --------------------------------------------------- |
| بيلي دينيهي 51'   | تقرير | ديميتريس سالبينغيديس 7'، 38' · غيورغيوس فوتاكيس 35' |

| روبين كازان                                                      | 4–1   | نادي شامروك روفرز |
| ---------------------------------------------------------------- | ----- | ----------------- |
| نيلسون فالديز 10'، 51' · بيبراس ناتخو 36' · أوبافيمي مارتينز 62' | تقرير | كين اومان 12'     |

| توتنهام هوتسبير          | 1–2   | نادي باوك                                          |
| ------------------------ | ----- | -------------------------------------------------- |
| لوكا مودريتش 38' (ركلة.) | تقرير | ديميتريس سالبينغيديس 6' · ستيفانوس أتاناسياديس 13' |

| نادي باوك            | 1–1   | روبين كازان       |
| -------------------- | ----- | ----------------- |
| فييرينيا 16' (ركلة.) | تقرير | نيلسون فالديز 48' |

| نادي شامروك روفرز | 0–4   | توتنهام هوتسبير                                                          |
| ----------------- | ----- | ------------------------------------------------------------------------ |
|                   | تقرير | ستيفن بينار 29' · أندروس تاونسيند 38' · جيرمين ديفو 45' · هاري كين 90+1' |

### المجموعة الثانية
| الفريق               | ل | ف | ت | خ | له | عليه | ف.أ. | نقاط |
| -------------------- | - | - | - | - | -- | ---- | ---- | ---- |
| ستاندارد لييج        | 6 | 4 | 2 | 0 | 9  | 1    | +8   | 14   |
| هانوفر 96            | 6 | 3 | 2 | 1 | 9  | 7    | +2   | 11   |
| نادي كوبنهاغن        | 6 | 1 | 2 | 3 | 5  | 9    | −4   | 5    |
| نادي فورسكلا بولتافا | 6 | 0 | 2 | 4 | 4  | 10   | −6   | 2    |

| هانوفر 96 | 0–0   | ستاندارد لييج |
| --------- | ----- | ------------- |
|           | تقرير |               |

| نادي كوبنهاغن                | 1–0   | نادي فورسكلا بولتافا |
| ---------------------------- | ----- | -------------------- |
| مورتن نوردستراند 54' (ركلة.) | تقرير |                      |

| نادي فورسكلا بولتافا | 1–2   | هانوفر 96                                |
| -------------------- | ----- | ---------------------------------------- |
| Kurylov 50'          | تقرير | محمد عبد اللاوي 32' · كريستيان باندر 44' |

| ستاندارد لييج                                 | 3–0   | نادي كوبنهاغن |
| --------------------------------------------- | ----- | ------------- |
| لويس مانويل سيخاس 57' · Felipe 72' · Kanu 79' | تقرير |               |

| ستاندارد لييج | 0–0   | نادي فورسكلا بولتافا |
| ------------- | ----- | -------------------- |
|               | تقرير |                      |

| هانوفر 96                             | 2–2   | نادي كوبنهاغن             |
| ------------------------------------- | ----- | ------------------------- |
| كريستيان باندر 29' · سيرجيو بينتو 81' | تقرير | دام ندوي 67' · Santin 89' |

| نادي فورسكلا بولتافا | 1–3   | ستاندارد لييج                                       |
| -------------------- | ----- | --------------------------------------------------- |
| Kurylov 5'           | تقرير | لويس مانويل سيخاس 17' · Kanu 45+4' · محمد تشيتي 74' |

| نادي كوبنهاغن | 1–2   | هانوفر 96                          |
| ------------- | ----- | ---------------------------------- |
| دام ندوي 67'  | تقرير | يان شلاودراف 71' · لارس شتيندل 74' |

| ستاندارد لييج               | 2–0   | هانوفر 96 |
| --------------------------- | ----- | --------- |
| محمد تشيتي 26' · Cyriac 59' | تقرير |           |

| نادي فورسكلا بولتافا | 1–1   | نادي كوبنهاغن |
| -------------------- | ----- | ------------- |
| دام ندوي 31' (ه.ذ.)  | تقرير | دام ندوي 37'  |

| هانوفر 96                                                     | 3–1   | نادي فورسكلا بولتافا      |
| ------------------------------------------------------------- | ----- | ------------------------- |
| كونستانتين راوتش 25' · ديدييه يا كونان 33' · أرتور سوبييخ 78' | تقرير | رومان بيزوس 45+1' (ركلة.) |

| نادي كوبنهاغن | 0–1   | ستاندارد لييج      |
| ------------- | ----- | ------------------ |
|               | تقرير | ميتشي باتشوايي 31' |

### المجموعة الثالثة
| الفريق              | ل | ف | ت | خ | له | عليه | ف.أ. | نقاط |
| ------------------- | - | - | - | - | -- | ---- | ---- | ---- |
| نادي آيندهوفن       | 6 | 5 | 1 | 0 | 13 | 5    | +8   | 16   |
| ليغيا وارسو         | 6 | 3 | 0 | 3 | 7  | 9    | −2   | 9    |
| نادي هبوعيل تل أبيب | 6 | 2 | 1 | 3 | 10 | 9    | +1   | 7    |
| رابيد بوخارست       | 6 | 1 | 0 | 5 | 5  | 12   | −7   | 3    |

| نادي هبوعيل تل أبيب | 0–1   | رابيد بوخارست     |
| ------------------- | ----- | ----------------- |
|                     | تقرير | أوفيديو هيريا 55' |

| نادي آيندهوفن   | 1–0   | ليغيا وارسو |
| --------------- | ----- | ----------- |
| دريس ميرتنز 21' | تقرير |             |

| ليغيا وارسو                                                                | 3–2   | نادي هبوعيل تل أبيب       |
| -------------------------------------------------------------------------- | ----- | ------------------------- |
| دانييل ليوبويا 67' · مارسين كوموروفسكي 72' (ركلة.) · ميروسلاف رادوفيتش 89' | تقرير | توتو تاموز 34' · Lala 79' |

| رابيد بوخارست | 1–3   | نادي آيندهوفن                                           |
| ------------- | ----- | ------------------------------------------------------- |
| دان اليكس 28' | تقرير | ويلفريد بوما 43' · أولا تويفونين 89' · تيم ماتافز 90+2' |

| رابيد بوخارست | 0–1   | ليغيا وارسو           |
| ------------- | ----- | --------------------- |
|               | تقرير | ميروسلاف رادوفيتش 73' |

| نادي هبوعيل تل أبيب | 0–1   | نادي آيندهوفن                 |
| ------------------- | ----- | ----------------------------- |
|                     | تقرير | جورجينيو فينالدوم 70' (ركلة.) |

| ليغيا وارسو                                      | 3–1   | رابيد بوخارست      |
| ------------------------------------------------ | ----- | ------------------ |
| ميروسلاف رادوفيتش 54'، 69' · ميشال كوشارزي 90+4' | تقرير | فيليبي تيكسيرا 65' |

| نادي آيندهوفن                                                 | 3–3   | نادي هبوعيل تل أبيب                    |
| ------------------------------------------------------------- | ----- | -------------------------------------- |
| جورجينيو فينالدوم 12' · أولا تويفونين 59' · كيفن ستروتمان 87' | تقرير | أومير داماري 10' · توتو تاموز 33'، 47' |

| رابيد بوخارست            | 1–3   | نادي هبوعيل تل أبيب                                         |
| ------------------------ | ----- | ----------------------------------------------------------- |
| سيبريان دياك 43' (ركلة.) | تقرير | نوسا إيغيبور 12' · توتو تاموز 39' (ركلة.) · سليم طعمه 45+1' |

| ليغيا وارسو | 0–3   | نادي آيندهوفن                                                        |
| ----------- | ----- | -------------------------------------------------------------------- |
|             | تقرير | ميخاو جيفواكوف 32' (ه.ذ.) · دريس ميرتنز 59' (ركلة.) · زكريا لبيض 68' |

| نادي هبوعيل تل أبيب       | 2–0   | ليغيا وارسو |
| ------------------------- | ----- | ----------- |
| سليم طعمه 33' · Yadin 76' | تقرير |             |

| نادي آيندهوفن                          | 2–1   | رابيد بوخارست     |
| -------------------------------------- | ----- | ----------------- |
| ستانيسلاف مانوليف 75' · تيم ماتافز 79' | تقرير | دنيال بانكو 90+2' |

Notes
- Note 1: رابيد بوخارست played their home matches at الملعب الوطني (بوخارست)، بوخارست as they have left their own Stadionul Giuleşti-Valentin Stănescu prior to the season.

### المجموعة الرابعة
| الفريق          | ل | ف | ت | خ | له | عليه | ف.أ. | نقاط |
| --------------- | - | - | - | - | -- | ---- | ---- | ---- |
| سبورتينغ لشبونة | 6 | 4 | 0 | 2 | 8  | 4    | +4   | 12   |
| نادي لاتسيو     | 6 | 2 | 3 | 1 | 7  | 5    | +2   | 9    |
| نادي فاسلوي     | 6 | 1 | 3 | 2 | 5  | 8    | −3   | 6    |
| نادي زيورخ      | 6 | 1 | 2 | 3 | 5  | 8    | −3   | 5    |

| نادي زيورخ | 0–2   | سبورتينغ لشبونة                             |
| ---------- | ----- | ------------------------------------------- |
|            | تقرير | إيمليانو إنسوا 4' · ريكي فان فولفسفينكل 21' |

| نادي لاتسيو                                | 2–2   | نادي فاسلوي                  |
| ------------------------------------------ | ----- | ---------------------------- |
| جبريل سيسيه 35' (ركلة.) · جوزيبي سكولي 71' | تقرير | ويسلي لوبيز 59'، 63' (ركلة.) |

| نادي فاسلوي                              | 2–2   | نادي زيورخ                           |
| ---------------------------------------- | ----- | ------------------------------------ |
| ويسلي لوبيز 62' (ركلة.) · Temwanjera 77' | تقرير | ألكسندر ألفونس 32' · أدمير محمدي 79' |

| سبورتينغ لشبونة                                | 2–1   | نادي لاتسيو        |
| ---------------------------------------------- | ----- | ------------------ |
| ريكي فان فولفسفينكل 21' · إيمليانو إنسوا 45+2' | تقرير | ميروسلاف كلوزه 40' |

| سبورتينغ لشبونة                           | 2–0   | نادي فاسلوي |
| ----------------------------------------- | ----- | ----------- |
| فابيانو إيفالدو 43' · ماتياس فرنانديز 70' | تقرير |             |

| نادي زيورخ | 1–1   | نادي لاتسيو      |
| ---------- | ----- | ---------------- |
| Nikçi 23'  | تقرير | جوزيبي سكولي 22' |

| نادي فاسلوي | 1–0   | سبورتينغ لشبونة |
| ----------- | ----- | --------------- |
| Zmeu 30'    | تقرير |                 |

| نادي لاتسيو        | 1–0   | نادي زيورخ |
| ------------------ | ----- | ---------- |
| كريستيان بروكي 62' | تقرير |            |

| سبورتينغ لشبونة                              | 2–0   | نادي زيورخ |
| -------------------------------------------- | ----- | ---------- |
| ريكي فان فولفسفينكل 15' · فاليري بويينوف 58' | تقرير |            |

| نادي فاسلوي | 0–0   | نادي لاتسيو |
| ----------- | ----- | ----------- |
|             | تقرير |             |

| نادي زيورخ                             | 2–0   | نادي فاسلوي |
| -------------------------------------- | ----- | ----------- |
| خافيير مارغايراس 69' · اولفيير بيف 90' | تقرير |             |

| نادي لاتسيو                        | 2–0   | سبورتينغ لشبونة |
| ---------------------------------- | ----- | --------------- |
| ليبور كوزاك 42' · جوزيبي سكولي 55' | تقرير |                 |

Notes
- Note 2: نادي فاسلوي played their home matches at ملعب كيالاول، بياترا نيامتس as their own Stadionul Municipal  [لغات أخرى]‏ did not meet UEFA criteria.

### المجموعة الخامسة
| الفريق             | ل | ف | ت | خ | له | عليه | ف.أ. | نقاط |
| ------------------ | - | - | - | - | -- | ---- | ---- | ---- |
| نادي بشكتاش        | 6 | 4 | 0 | 2 | 13 | 7    | +6   | 12   |
| ستوك سيتي          | 6 | 3 | 2 | 1 | 10 | 7    | +3   | 11   |
| دينامو كييف        | 6 | 1 | 4 | 1 | 7  | 7    | 0    | 7    |
| نادي مكابي تل أبيب | 6 | 0 | 2 | 4 | 8  | 17   | −9   | 2    |

| دينامو كييف             | 1–1   | ستوك سيتي         |
| ----------------------- | ----- | ----------------- |
| أوغنين فوكوييفيتش 90+1' | تقرير | كاميرون جيروم 55' |

| نادي بشكتاش                                                                                      | 5–1   | نادي مكابي تل أبيب |
| ------------------------------------------------------------------------------------------------ | ----- | ------------------ |
| هوغو ألميدا 3'، 28' · محمد أوريليو 51' · إيجيمين كوركماز 53' · إدواردو غونسالفيس دي أوليفيرا 88' | تقرير | Kahat 48'          |

| نادي مكابي تل أبيب | 1–1   | دينامو كييف    |
| ------------------ | ----- | -------------- |
| دور ميخا 44'       | تقرير | براون إيديي 9' |

| ستوك سيتي                                    | 2–1   | نادي بشكتاش         |
| -------------------------------------------- | ----- | ------------------- |
| بيتر كراوتش 15' · جوناثان والترز 78' (ركلة.) | تقرير | روبيرتو هيلبيرت 14' |

| ستوك سيتي                                             | 3–0   | نادي مكابي تل أبيب |
| ----------------------------------------------------- | ----- | ------------------ |
| كينواين جونز 12' · كاميرون جيروم 24' · ريان شوتون 32' | تقرير |                    |

| دينامو كييف        | 1–0   | نادي بشكتاش |
| ------------------ | ----- | ----------- |
| دينيس هارماش 90+3' | تقرير |             |

| نادي مكابي تل أبيب    | 1–2   | ستوك سيتي                         |
| --------------------- | ----- | --------------------------------- |
| روبيرتو كولاوتي 90+1' | تقرير | دين وايتهيد 51' · بيتر كراوتش 64' |

| نادي بشكتاش         | 1–0   | دينامو كييف |
| ------------------- | ----- | ----------- |
| إيجيمين كوركماز 67' | تقرير |             |

| ستوك سيتي        | 1–1   | دينامو كييف            |
| ---------------- | ----- | ---------------------- |
| كينواين جونز 81' | تقرير | ماثيو أبسون 27' (ه.ذ.) |

| نادي مكابي تل أبيب          | 2–3   | نادي بشكتاش                                         |
| --------------------------- | ----- | --------------------------------------------------- |
| شيران ييني 59' · Lugasi 70' | تقرير | ريكاردو كواريسما 45+1'، 90+2' · إبراهيم تورامان 47' |

| دينامو كييف                                   | 3–3   | نادي مكابي تل أبيب                          |
| --------------------------------------------- | ----- | ------------------------------------------- |
| شيران ييني 12' (ه.ذ.) · أوليغ هوسييف 17'، 80' | تقرير | Vered 49' · اليران عطار 62' · مؤنس دبور 75' |

| نادي بشكتاش                                                                           | 3–1   | ستوك سيتي        |
| ------------------------------------------------------------------------------------- | ----- | ---------------- |
| مانويل فيرنانديز 59' (ركلة.) · مصطفى بيكتيميك 74' · إدواردو غونسالفيس دي أوليفيرا 82' | تقرير | ريكاردو فولر 29' |

### المجموعة السادسة
| Team                   | Pld | W | D | L | GF | GA | GD | Pts |
| ---------------------- | --- | - | - | - | -- | -- | -- | --- |
| أتلتيك بيلباو          | 6   | 4 | 1 | 1 | 11 | 8  | +3 | 13  |
| نادي ريد بل سالزبورغ   | 6   | 3 | 1 | 2 | 11 | 8  | +3 | 10  |
| باريس سان جيرمان       | 6   | 3 | 1 | 2 | 8  | 7  | +1 | 10  |
| نادي سلوفان براتيسلافا | 6   | 0 | 1 | 5 | 4  | 11 | −7 | 1   |

Tiebreakers
- Red Bull Salzburg and Paris Saint-Germain are ranked by their head-to-head records (decided by قانون أهداف خارج الديار), as shown below.

| Team                 | Pld | W | D | L | GF | GA | GD | AG | Pts |
| -------------------- | --- | - | - | - | -- | -- | -- | -- | --- |
| نادي ريد بل سالزبورغ | 2   | 1 | 0 | 1 | 3  | 3  | 0  | 1  | 3   |
| باريس سان جيرمان     | 2   | 1 | 0 | 1 | 3  | 3  | 0  | 0  | 3   |

| نادي سلوفان براتيسلافا | 1–2   | أتلتيك بيلباو                         |
| ---------------------- | ----- | ------------------------------------- |
| كريم غيدي 34'          | تقرير | ماركيل سوسايتا 13' · إيكر مونياين 40' |

| باريس سان جيرمان                                                     | 3–1   | نادي ريد بل سالزبورغ |
| -------------------------------------------------------------------- | ----- | -------------------- |
| نيني (لاعب كرة قدم) 35' (ركلة.) · ماثيو بودمر 44' · جيريمي مينيز 67' | تقرير | إبراهيم سيكاغيا 87'  |

| نادي ريد بل سالزبورغ                                           | 3–0   | نادي سلوفان براتيسلافا |
| -------------------------------------------------------------- | ----- | ---------------------- |
| ليوناردو سانتياغو 60' · غونزالو زاريت 76' · دوشان شفينتو 90+5' | تقرير |                        |

| أتلتيك بيلباو                            | 2–0   | باريس سان جيرمان |
| ---------------------------------------- | ----- | ---------------- |
| إيغور غابيلوندو 20' · ماركيل سوسايتا 45' | تقرير |                  |

| أتلتيك بيلباو                            | 2–2   | نادي ريد بل سالزبورغ                    |
| ---------------------------------------- | ----- | --------------------------------------- |
| فرناندو يورينتي 69' (ركلة.)، 75' (ركلة.) | تقرير | رومان فالنر 30' · ليوناردو سانتياغو 36' |

| نادي سلوفان براتيسلافا | 0–0   | باريس سان جيرمان |
| ---------------------- | ----- | ---------------- |
|                        | تقرير |                  |

| نادي ريد بل سالزبورغ | 0–1   | أتلتيك بيلباو    |
| -------------------- | ----- | ---------------- |
|                      | تقرير | أندير هيريرا 37' |

| باريس سان جيرمان   | 1–0   | نادي سلوفان براتيسلافا |
| ------------------ | ----- | ---------------------- |
| خافيير باستوري 63' | تقرير |                        |

| أتلتيك بيلباو                             | 2–1   | نادي سلوفان براتيسلافا |
| ----------------------------------------- | ----- | ---------------------- |
| أوسكار دي ماركوس 15' · ماركيل سوسايتا 75' | تقرير | فيليب شيبو 39'         |

| نادي ريد بل سالزبورغ                  | 2–0   | باريس سان جيرمان |
| ------------------------------------- | ----- | ---------------- |
| ياكوب يانتشر 20' · دوشان شفينتو 90+4' | تقرير |                  |

| نادي سلوفان براتيسلافا | 2–3   | نادي ريد بل سالزبورغ                                              |
| ---------------------- | ----- | ----------------------------------------------------------------- |
| Lačný 3'، 6'           | تقرير | ياكوب يانتشر 19' (ركلة.) · ليوناردو سانتياغو 24' · Had 52' (ه.ذ.) |

| باريس سان جيرمان                                                                       | 4–2   | أتلتيك بيلباو                              |
| -------------------------------------------------------------------------------------- | ----- | ------------------------------------------ |
| خافيير باستوري 21' · ماثيو بودمر 41' · إنيغو بيريث 85' (ه.ذ.) · غيوم هوارو 90' (ركلة.) | تقرير | خون أورتينيتزي 3' · ديفيد لوبيز مورينو 55' |

### المجموعة السابعة
| الفريق               | ل | ف | ت | خ | له | عليه | ف.أ. | نقاط |
| -------------------- | - | - | - | - | -- | ---- | ---- | ---- |
| نادي ميتاليست خاركيف | 6 | 4 | 2 | 0 | 15 | 6    | +9   | 14   |
| إي زد ألكمار         | 6 | 1 | 5 | 0 | 10 | 7    | +3   | 8    |
| أوستريا فيينا        | 6 | 2 | 2 | 2 | 10 | 11   | −1   | 8    |
| نادي مالمو           | 6 | 0 | 1 | 5 | 4  | 15   | −11  | 1    |

Tiebreakers
- AZ and Austria Wien are tied on their head-to-head records as shown below, so AZ are ranked ahead of Austria Wien because of their higher overall goal difference in the group.

| Team          | Pld | W | D | L | GF | GA | GD | AG | Pts |
| ------------- | --- | - | - | - | -- | -- | -- | -- | --- |
| إي زد ألكمار  | 2   | 0 | 2 | 0 | 4  | 4  | 0  | 2  | 2   |
| أوستريا فيينا | 2   | 0 | 2 | 0 | 4  | 4  | 0  | 2  | 2   |

| إي زد ألكمار                                                                | 4–1   | نادي مالمو                |
| --------------------------------------------------------------------------- | ----- | ------------------------- |
| جوزي ألتيدور 21' · راسموس إيلم 32' (ركلة.) · أدم ماهر 39' · بريت هولمان 49' | تقرير | دانييل لارسون 72' (ركلة.) |

| أوستريا فيينا | 1–2   | نادي ميتاليست خاركيف                       |
| ------------- | ----- | ------------------------------------------ |
| طوماش جون 7'  | تقرير | بابا غاي 56' · كلايتون كزافييه 79' (ركلة.) |

| نادي ميتاليست خاركيف | 1–1   | إي زد ألكمار     |
| -------------------- | ----- | ---------------- |
| تايسون 76'           | تقرير | جوزي ألتيدور 26' |

| نادي مالمو  | 1–2   | أوستريا فيينا                           |
| ----------- | ----- | --------------------------------------- |
| Ranégie 82' | تقرير | ناصر بارازيت 17' · ألكسندر جرونوالد 36' |

| نادي مالمو     | 1–4   | نادي ميتاليست خاركيف                                                 |
| -------------- | ----- | -------------------------------------------------------------------- |
| جيلوان حمد 22' | تقرير | جوناتان كريستالدو 32' · Fininho 45+1' · إدمار 57' · ماركو ديفيتش 73' |

| إي زد ألكمار                                 | 2–2   | أوستريا فيينا                                   |
| -------------------------------------------- | ----- | ----------------------------------------------- |
| بيتر هلينكا 80' (ه.ذ.) · بونتوس فيرنبلوم 83' | تقرير | ديرك مارسيليس 19' (ه.ذ.) · أليكساندر غورغون 29' |

| نادي ميتاليست خاركيف          | 3–1   | نادي مالمو  |
| ----------------------------- | ----- | ----------- |
| تايسون 46'، 56' · Fininho 90' | تقرير | Ranégie 66' |

| أوستريا فيينا                     | 2–2   | إي زد ألكمار                                  |
| --------------------------------- | ----- | --------------------------------------------- |
| Ortlechner 58' · ناصر بارازيت 61' | تقرير | راسموس إيلم 19' (ركلة.) · بونتوس فيرنبلوم 44' |

| نادي مالمو | 0–0   | إي زد ألكمار |
| ---------- | ----- | ------------ |
|            | تقرير |              |

| نادي ميتاليست خاركيف                                         | 4–1   | أوستريا فيينا     |
| ------------------------------------------------------------ | ----- | ----------------- |
| ماركو ديفيتش 16' · إدمار 40' · بابا غاي 60' · خوسيه سوزا 90' | تقرير | فلوريان ميدير 19' |

| إي زد ألكمار | 1–1   | نادي ميتاليست خاركيف |
| ------------ | ----- | -------------------- |
| أدم ماهر 37' | تقرير | ماركو ديفيتش 37'     |

| أوستريا فيينا                         | 2–0   | نادي مالمو |
| ------------------------------------- | ----- | ---------- |
| ميشائيل لينادل 62' · ناصر بارازيت 80' | تقرير |            |

### المجموعة الثامنة
| الفريق         | ل | ف | ت | خ | له | عليه | ف.أ. | نقاط |
| -------------- | - | - | - | - | -- | ---- | ---- | ---- |
| نادي كلوب بروج | 6 | 3 | 2 | 1 | 12 | 9    | +3   | 11   |
| سبورتينغ براغا | 6 | 3 | 2 | 1 | 12 | 6    | +6   | 11   |
| برمنغهام سيتي  | 6 | 3 | 1 | 2 | 8  | 8    | 0    | 10   |
| نادي ماريبور   | 6 | 0 | 1 | 5 | 6  | 15   | −9   | 1    |

Tiebreakers
- Club Brugge and Braga are ranked by their head-to-head records, as shown below.

| Team           | Pld | W | D | L | GF | GA | GD | Pts |
| -------------- | --- | - | - | - | -- | -- | -- | --- |
| نادي كلوب بروج | 2   | 1 | 1 | 0 | 3  | 2  | +1 | 4   |
| سبورتينغ براغا | 2   | 0 | 1 | 1 | 2  | 3  | −1 | 1   |

| نادي كلوب بروج                          | 2–0   | نادي ماريبور |
| --------------------------------------- | ----- | ------------ |
| فاديس اودجيدجا اوفوي 7' · نبيل درار 24' | تقرير |              |

| برمنغهام سيتي   | 1–3   | سبورتينغ براغا                              |
| --------------- | ----- | ------------------------------------------- |
| مارلون كينج 71' | تقرير | هيلدر باربوسا 6'، 88' · ليما دوس سانتوس 59' |

| سبورتينغ براغا    | 1–2   | نادي كلوب بروج                     |
| ----------------- | ----- | ---------------------------------- |
| هيلدر باربوسا 53' | تقرير | جوزيف أكبالا 71' · ريان دونك 90+1' |

| نادي ماريبور | 1–2   | برمنغهام سيتي                                 |
| ------------ | ----- | --------------------------------------------- |
| Volaš 29'    | تقرير | كريس بيرك (لاعب كرة قدم) 64' · ويد إيليوت 79' |

| نادي ماريبور | 1–1   | سبورتينغ براغا            |
| ------------ | ----- | ------------------------- |
| Ibraimi 14'  | تقرير | أووا إلدرسون إكايجايل 44' |

| نادي كلوب بروج  | 1–2   | برمنغهام سيتي                     |
| --------------- | ----- | --------------------------------- |
| جوزيف أكبالا 3' | تقرير | ديفيد مورفي 26' · كريس وود 90+10' |

| سبورتينغ براغا                                                                                    | 5–1   | نادي ماريبور |
| ------------------------------------------------------------------------------------------------- | ----- | ------------ |
| ليما دوس سانتوس 4' · Alan 7' · أووا إلدرسون إكايجايل 38' · باولو فينيسيوس 85' · فران ميريدا 90+1' | تقرير | Volaš 62'    |

| برمنغهام سيتي                             | 2–2   | نادي كلوب بروج                      |
| ----------------------------------------- | ----- | ----------------------------------- |
| جان بوسيجور 55' · مارلون كينج 74' (ركلة.) | تقرير | توماس مونييه 39' · جوزيف أكبالا 44' |

| نادي ماريبور                          | 3–4   | نادي كلوب بروج                                                      |
| ------------------------------------- | ----- | ------------------------------------------------------------------- |
| Volaš 11'، 68' · ريان دونك 51' (ه.ذ.) | تقرير | نبيل درار 74' · Volaš 77' (ه.ذ.) · جوزيف أكبالا 82' · ريان دونك 90' |

| سبورتينغ براغا | 1–0   | برمنغهام سيتي |
| -------------- | ----- | ------------- |
| هوغو فيانا 51' | تقرير |               |

| نادي كلوب بروج      | 1–1   | سبورتينغ براغا       |
| ------------------- | ----- | -------------------- |
| بيورن فليمينسكس 50' | تقرير | إويرتون دا سيلفا 65' |

| برمنغهام سيتي | 1–0   | نادي ماريبور |
| ------------- | ----- | ------------ |
| أدم روني 24'  | تقرير |              |

### المجموعة التاسعة
| الفريق        | ل | ف | ت | خ | له | عليه | ف.أ. | نقاط |
| ------------- | - | - | - | - | -- | ---- | ---- | ---- |
| أتلتيكو مدريد | 6 | 4 | 1 | 1 | 11 | 4    | +7   | 13   |
| نادي أودينيزي | 6 | 2 | 3 | 1 | 6  | 7    | −1   | 9    |
| نادي سلتيك    | 6 | 1 | 3 | 2 | 6  | 7    | −1   | 6    |
| ستاد رين      | 6 | 0 | 3 | 3 | 5  | 10   | −5   | 3    |

| نادي أودينيزي                            | 2–1   | ستاد رين     |
| ---------------------------------------- | ----- | ------------ |
| أنتونيو دي ناتالي 39' · بابلو أرميرو 83' | تقرير | يوسف حجي 18' |

| أتلتيكو مدريد                       | 2–0   | نادي سلتيك |
| ----------------------------------- | ----- | ---------- |
| راداميل فالكاو 3' · دييغو ريباس 68' | تقرير |            |

| نادي سلتيك              | 1–1   | نادي أودينيزي          |
| ----------------------- | ----- | ---------------------- |
| غي سونغ يونغ 3' (ركلة.) | تقرير | ألمين عبدي 88' (ركلة.) |

| ستاد رين                 | 1–1   | أتلتيكو مدريد |
| ------------------------ | ----- | ------------- |
| فيكتور هوغو مونتانيو 55' | تقرير | خوانفران 86'  |

| ستاد رين             | 1–1   | نادي سلتيك   |
| -------------------- | ----- | ------------ |
| تشا دو ري 31' (ه.ذ.) | تقرير | جو ليدلي 70' |

| نادي أودينيزي                                   | 2–0   | أتلتيكو مدريد |
| ----------------------------------------------- | ----- | ------------- |
| المهدي بن عطية 88' · أنطونيو فلورو فلوريس 90+4' | تقرير |               |

| نادي سلتيك                            | 3–1   | ستاد رين             |
| ------------------------------------- | ----- | -------------------- |
| أنتوني ستوكس 30'، 43' · غاري هوبر 82' | تقرير | عبد القادر مانغان 2' |

| أتلتيكو مدريد                                               | 4–0   | نادي أودينيزي |
| ----------------------------------------------------------- | ----- | ------------- |
| أدريان لوبيز 7'، 12' · دييغو ريباس 37' · راداميل فالكاو 67' | تقرير |               |

| ستاد رين | 0–0   | نادي أودينيزي |
| -------- | ----- | ------------- |
|          | تقرير |               |

| نادي سلتيك | 0–1   | أتلتيكو مدريد  |
| ---------- | ----- | -------------- |
|            | تقرير | أردا توران 30' |

| نادي أودينيزي           | 1–1   | نادي سلتيك    |
| ----------------------- | ----- | ------------- |
| أنتونيو دي ناتالي 45+1' | تقرير | غاري هوبر 29' |

| أتلتيكو مدريد                                                          | 3–1   | ستاد رين         |
| ---------------------------------------------------------------------- | ----- | ---------------- |
| راداميل فالكاو 38' (ركلة.) · ألفارو دومينغيز سوتو 42' · أردا توران 79' | تقرير | جورج ماندجيك 86' |

### المجموعة العاشرة
| الفريق             | ل | ف | ت | خ | له | عليه | ف.أ. | نقاط |
| ------------------ | - | - | - | - | -- | ---- | ---- | ---- |
| شالكه 04           | 6 | 4 | 2 | 0 | 13 | 2    | +11  | 14   |
| نادي ستيوا بوخارست | 6 | 2 | 2 | 2 | 9  | 11   | −2   | 8    |
| مكابي حيفا         | 6 | 2 | 0 | 4 | 10 | 12   | −2   | 6    |
| نادي أيك لارنكا    | 6 | 1 | 2 | 3 | 4  | 11   | −7   | 5    |

| مكابي حيفا    | 1–0   | نادي أيك لارنكا |
| ------------- | ----- | --------------- |
| محمد غدير 54' | تقرير |                 |

| نادي ستيوا بوخارست | 0–0   | شالكه 04 |
| ------------------ | ----- | -------- |
|                    | تقرير |          |

| شالكه 04                                        | 3–1   | مكابي حيفا |
| ----------------------------------------------- | ----- | ---------- |
| كريستيان فوكس 8'، 66' · خوسيه مانويل خورادو 82' | تقرير | Vered 35'  |

| نادي أيك لارنكا       | 1–1   | نادي ستيوا بوخارست |
| --------------------- | ----- | ------------------ |
| ميليان مرادكوفيتش 59' | تقرير | ميهاي كوستيا 65'   |

| نادي أيك لارنكا | 0–5   | شالكه 04                                                                                 |
| --------------- | ----- | ---------------------------------------------------------------------------------------- |
|                 | تقرير | لويس هولتبي 22' · كلاس يان هونتيلار 34'، 88' · بينيديكت هوفيديس 40' · جوليان دراكسلر 87' |

| مكابي حيفا                                                              | 5–0   | نادي ستيوا بوخارست |
| ----------------------------------------------------------------------- | ----- | ------------------ |
| Amashe 10'، 20' · يانيف كاتان 38' (ركلة.) · طالب طواطحة 72' · Vered 79' | تقرير |                    |

| شالكه 04 | 0–0   | نادي أيك لارنكا |
| -------- | ----- | --------------- |
|          | تقرير |                 |

| نادي ستيوا بوخارست                                              | 4–2   | مكابي حيفا                     |
| --------------------------------------------------------------- | ----- | ------------------------------ |
| لياندرو تاتو 13' · فلورين كوستيا 28' · كريستيان تاناسي 64'، 84' | تقرير | Meshumar 36' · يانيف كاتان 40' |

| نادي أيك لارنكا                        | 2–1   | مكابي حيفا        |
| -------------------------------------- | ----- | ----------------- |
| غونزالو غارسيا 14' · جوركا بينتادو 51' | تقرير | يوريكا بوليات 75' |

| شالكه 04                                      | 2–1   | نادي ستيوا بوخارست |
| --------------------------------------------- | ----- | ------------------ |
| كيرياكوس بابادوبولوس 25' · راؤول غونزاليس 57' | تقرير | راؤول روسيسكو 33'  |

| مكابي حيفا | 0–3   | شالكه 04                                                    |
| ---------- | ----- | ----------------------------------------------------------- |
|            | تقرير | يوريكا بوليات 7' (ه.ذ.) · سيبريان ماريكا 84' · Wiegel 90+2' |

| نادي ستيوا بوخارست                                   | 3–1   | نادي أيك لارنكا   |
| ---------------------------------------------------- | ----- | ----------------- |
| راؤول روسيسكو 55' (ركلة.) · ستيفان نيكوليتش 70'، 85' | تقرير | جوركا بينتادو 61' |

Notes
- Note 3: نادي ستيوا بوخارست played their home match against شالكه 04 at ملعب الدكتور كونستانتين رادوليسكو، كلوج نابوكا as the تصفيات بطولة أمم أوروبا لكرة القدم 2012 المجموعة الرابعة match between منتخب رومانيا لكرة القدم and منتخب فرنسا لكرة القدم left the grass at the الملعب الوطني (بوخارست) in an unplayable state.[119]
- Note 4: نادي أيك لارنكا played their home matches at ملعب جي إس بي، نيقوسيا as their own GSZ Stadium did not meet UEFA criteria.

### المجموعة الحادية عشر
| الفريق         | ل | ف | ت | خ | له | عليه | ف.أ. | نقاط |
| -------------- | - | - | - | - | -- | ---- | ---- | ---- |
| تفينتي أنشخيدة | 6 | 4 | 1 | 1 | 14 | 7    | +7   | 13   |
| فيسوا كراكوف   | 6 | 3 | 0 | 3 | 8  | 13   | −5   | 9    |
| نادي فولهام    | 6 | 2 | 2 | 2 | 9  | 6    | +3   | 8    |
| نادي أودنسه    | 6 | 1 | 1 | 4 | 9  | 14   | −5   | 4    |

| فيسوا كراكوف    | 1–3   | نادي أودنسه                                                                    |
| --------------- | ----- | ------------------------------------------------------------------------------ |
| أندراز كيرم 54' | تقرير | أندرياس يوهانسون (لاعب كرة قدم) 35' · بيتر أوتاكا 80' · راسموس فالك ينسن 90+2' |

| نادي فولهام             | 1–1   | تفينتي أنشخيدة         |
| ----------------------- | ----- | ---------------------- |
| أندرو جونسون (لاعب) 19' | تقرير | مارك شوارزر 40' (ه.ذ.) |

| تفينتي أنشخيدة                                             | 4–1   | فيسوا كراكوف  |
| ---------------------------------------------------------- | ----- | ------------- |
| لوك دي يونغ 32' · مارك يانكو 45+1'، 57' · ويليم جانسين 80' | تقرير | دودو بيتون 9' |

| نادي أودنسه | 0–2   | نادي فولهام                  |
| ----------- | ----- | ---------------------------- |
|             | تقرير | أندرو جونسون (لاعب) 36'، 88' |

| نادي أودنسه | 1–4   | تفينتي أنشخيدة                                                         |
| ----------- | ----- | ---------------------------------------------------------------------- |
| Fall 71'    | تقرير | فاوت براما 13' · أمير بايرامي 31' · ناصر الشاذلي 65' · لوك دي يونغ 82' |

| فيسوا كراكوف   | 1–0   | نادي فولهام |
| -------------- | ----- | ----------- |
| دودو بيتون 60' | تقرير |             |

| تفينتي أنشخيدة                                          | 3–2   | نادي أودنسه   |
| ------------------------------------------------------- | ----- | ------------- |
| دانييل هوغ 35' (ه.ذ.) · دني لاندزات 37' · ليروي فير 82' | تقرير | Fall 11'، 62' |

| نادي فولهام                                                    | 4–1   | فيسوا كراكوف   |
| -------------------------------------------------------------- | ----- | -------------- |
| داميين داف 5' · أندرو جونسون (لاعب) 30'، 57' · ستيف سيدويل 79' | تقرير | أندراز كيرم 9' |

| نادي أودنسه          | 1–2   | فيسوا كراكوف                        |
| -------------------- | ----- | ----------------------------------- |
| راسموس فالك ينسن 51' | تقرير | دودو بيتون 20' · باتريك ماليتشي 28' |

| تفينتي أنشخيدة | 1–0   | نادي فولهام |
| -------------- | ----- | ----------- |
| مارك يانكو 89' | تقرير |             |

| فيسوا كراكوف                   | 2–1   | تفينتي أنشخيدة  |
| ------------------------------ | ----- | --------------- |
| لوكاس غارغولا 12' · Genkov 47' | تقرير | لوك دي يونغ 39' |

| نادي فولهام                      | 2–2   | نادي أودنسه                          |
| -------------------------------- | ----- | ------------------------------------ |
| كلينت ديمبسي 27' · كريم فراي 32' | تقرير | هانس هينريك اندرسين 64' · Fall 90+3' |

### المجموعة الثانية عشر
| الفريق             | ل | ف | ت | خ | له | عليه | ف.أ. | نقاط |
| ------------------ | - | - | - | - | -- | ---- | ---- | ---- |
| نادي رويال أندرلخت | 6 | 6 | 0 | 0 | 18 | 5    | +13  | 18   |
| لوكوموتيف موسكو    | 6 | 4 | 0 | 2 | 14 | 11   | +3   | 12   |
| أيك أثينا          | 6 | 1 | 0 | 5 | 8  | 15   | −7   | 3    |
| شتورم غراتس        | 6 | 1 | 0 | 5 | 5  | 14   | −9   | 3    |

Tiebreakers
- AEK Athens and Sturm Graz are ranked by their head-to-head records, as shown below.

| Team        | Pld | W | D | L | GF | GA | GD | Pts |
| ----------- | --- | - | - | - | -- | -- | -- | --- |
| أيك أثينا   | 2   | 1 | 0 | 1 | 4  | 3  | +1 | 3   |
| شتورم غراتس | 2   | 1 | 0 | 1 | 3  | 4  | −1 | 3   |

| شتورم غراتس     | 1–2   | لوكوموتيف موسكو                       |
| --------------- | ----- | ------------------------------------- |
| أمري زابيكس 14' | تقرير | فيكتور أوبينا 28' · دميتري سيتشيف 29' |

| نادي رويال أندرلخت                                 | 4–1   | أيك أثينا                    |
| -------------------------------------------------- | ----- | ---------------------------- |
| ماتياس سواريز 16'، 40'، 84' · ميلان يوفانوفيتش 33' | تقرير | ليوناردو رودريغيز بيريرا 36' |

| لوكوموتيف موسكو | 0–2   | نادي رويال أندرلخت                       |
| --------------- | ----- | ---------------------------------------- |
|                 | تقرير | ماتياس سواريز 11' · ديوميرسي مبوكاني 71' |

| أيك أثينا                   | 1–2   | شتورم غراتس                           |
| --------------------------- | ----- | ------------------------------------- |
| يواكيم ستاندفيست 50' (ه.ذ.) | تقرير | توماس بيرغستالر 87' · ماريو هاس 90+2' |

| لوكوموتيف موسكو                                       | 3–1   | أيك أثينا   |
| ----------------------------------------------------- | ----- | ----------- |
| دميتري سيتشيف 47'، 71' (ركلة.) · فيليبي كايسيدو 90+3' | تقرير | Sialmas 89' |

| شتورم غراتس | 0–2   | نادي رويال أندرلخت                 |
| ----------- | ----- | ---------------------------------- |
|             | تقرير | غيوم جيليه 66' · ماتياس سواريز 75' |

| أيك أثينا                            | 1–3   | لوكوموتيف موسكو                                                  |
| ------------------------------------ | ----- | ---------------------------------------------------------------- |
| ليوناردو رودريغيز بيريرا 60' (ركلة.) | تقرير | دينيس غلوشاكوف 50' · مايكون ماركيز 72' · فلاديسلاف إيغناتييف 80' |

| نادي رويال أندرلخت                                   | 3–0   | شتورم غراتس |
| ---------------------------------------------------- | ----- | ----------- |
| غيوم جيليه 23' · ماتياس سواريز 74' · توم دي سوتر 81' | تقرير |             |

| لوكوموتيف موسكو                                                    | 3–1   | شتورم غراتس       |
| ------------------------------------------------------------------ | ----- | ----------------- |
| مايكون ماركيز 62' · دميتري سيتشيف 72' (ركلة.) · دينيس غلوشاكوف 89' | تقرير | فلوريان كاينز 63' |

| أيك أثينا   | 1–2   | نادي رويال أندرلخت |
| ----------- | ----- | ------------------ |
| Sialmas 19' | تقرير | غيوم جيليه 4'، 36' |

| شتورم غراتس       | 1–3   | أيك أثينا                                                   |
| ----------------- | ----- | ----------------------------------------------------------- |
| فلوريان كاينز 59' | تقرير | كوستاس مانولاس 10' · ناثان برنز 43' · فيكتور كلوناريديس 77' |

| نادي رويال أندرلخت                                                                                    | 5–3   | لوكوموتيف موسكو                                          |
| --- | ----- | -------------------------------------------------------- |
| ساشا كليستان 33' · فيرناندو كانيسين 39' · مارتشين فاشيليفسكي 57' · ماتياس سواريز 61' · غيوم جيليه 78' | تقرير | فلاديسلاف إيغناتييف 21' · دميتري سيتشيف 69' (ركلة.)، 89' |